# Ugglegölen (Ödestugu socken, Småland)
Ugglegölen är en sjö i Jönköpings kommun i Småland och ingår i Lagans huvudavrinningsområde. Sjön är 7,8 meter djup, har en yta på 0,029 kvadratkilometer och befinner sig 201 meter över havet.